# Bare (miasto Kraljevo)
Bare (cyr. Баре) – wieś w Serbii, w okręgu raskim, w mieście Kraljevo. W 2011 roku liczyła 138 mieszkańców.